# Ceremonia Bahra
Bahra tayegu o bahra chuyegu (Nepal bhasa: बराह तयेगु o बराह चुयेगु) es un ritual para celebrar la mayoría de edad dentro de la comunidad Newar en Nepal, en el que niñas de entre 7 y 13 años contraen matrimonio con el dios sol en una ceremonia de 12 días. Bahra tayegu es la segunda ceremonia nupcial de una niña newars, la primera es ihi, el matrimonio con la fruta bael. En nepal bhasa bahra significa "cueva" y teyegu o chuyegu significa "poner", por lo tanto, Bahra Tayegu es la ceremonia en la que las chicas newars son puestas en una "cueva" durante doce días. Los primeros once días, la niña se mantiene en una habitación oscura, lejos de la luz solar y de cualquier contacto masculino. Esto se hace para simbolizar la purificación de la niña antes de su matrimonio con el dios sol el duodécimo día. El último día se realiza un bhwe (fiesta tradicional) y celebraciones. 

## Descripción
La ceremonia se lleva a cabo antes de la primera menstruación de la niña. La edad generalmente aceptada es de 5, 7, 9, 11 y 13 años. Cuando se elige a la niña para la ceremonia, se consulta al sacerdote por una fecha y lugar adecuados. El primer día de la ceremonia comienza con un ritual habitual, dirigido por la mayor de las mujeres del linaje o por el sacerdote. El alimento ritual, Samaybaji, que consta de 9 platos, se ofrece al dios sol para mostrar obediencia. Entonces comienza la reclusión. Una muñeca vudú que representa a bahra Khayak, el fantasma de la cueva, se prepara y se coloca en una esquina de la habitación. Se cree que durante los doce días bahra khayak posee de alguna manera a la niña y, por lo tanto, como homenaje, las niñas regularmente adoran al khayak. Durante los primeros cinco días no se le permite limpiarse ni comer alimentos salados. Después del sexto día, sus parientes femeninas vienen a visitarla con una variedad de manjares. Además, a partir de este día, las niñas deben ponerse un tratamiento facial especial llamado Kaoo (hecho de harina de garbanzo, piel de naranja seca, sándalo y otras hierbas) para hacerla hermosa. 
El duodécimo día, la chica se despierta antes del amanecer para tomar un baño completo. Luego se viste con un vestido de novia tradicional con sari rojo y pesadas joyas de oro como si fuera una boda real. Finalmente, en un elaborado ritual, el sacerdote casa a la novia con el sol. La niña lleva un velo durante la ceremonia, que es levantado al final de la misma para que vea el reflejo del sol sobre el agua. La finalización de la ceremonia Bahra se celebra con una fiesta tradicional. Si la niña fallece durante el ritual, según la tradición, el cuerpo no debe ser expuesto bajo el sol por lo que el cuerpo es enterrado debajo de la misma casa en que ha fallecido.

## Significado
La ceremonia Bahra marca el cambio de niña a mujer fértil. En la comunidad newa, las mujeres contraen matrimonio en tres ocasiones; primero con la fruta bael, la cual nunca se descompone; luego con el sol eterno y finalmente con un hombre. Así, incluso en caso de muerte prematura del esposo, la mujer nunca queda viuda y se impiden las torturas de la sociedad.